# Демченко Ярослав Миколайович
Ярослав Миколайович Демченко (нар. 22 березня 2000) — український легкоатлет, який спеціалізується в бігу на короткі дистанції, чемпіон національних першостей в естафетних дисциплінах.
На національних змаганнях представляє Сумську область.
Тренується в Сумській обласній ДЮСШ під керівництвом Євгена Бондаренка.

## Рекорди
17 липня 2016 на чемпіонаті Європи серед юнаків у Тбілісі у складі  збірної України став співавтором (разом із Василем Макухом, Олександром Савенком та Василем Паславським) національного рекорду серед юнаків (U18) у комбінованій естафеті 100+200+300+400 метрів (1.54,18).

## Основні міжнародні виступи
| Рік  | Змагання                      | Місто                | Місце | Дисципліна | Примітки |
| ---- | ----------------------------- | -------------------- | ----- | ---------- | -------- |
| 2016 | Чемпіонат Європи серед юнаків | Тбілісі              | 2заб4 | 400 м      |          |
| 2016 | ф4                            | комбінована естафета |       |            |          |
| 2017 | Чемпіонат світу серед юнаків  | Найробі              | 3пф4  | 400 м      |          |
| 2017 | ф5                            | 4×400 м              |       |            |          |